# Monte Jurin
Il monte Jurin (o monte Iurin oppure, nel dialetto della Val Pesio, monte Babanot) è una montagna delle Alpi Liguri alta 2.192 m.

## Descrizione

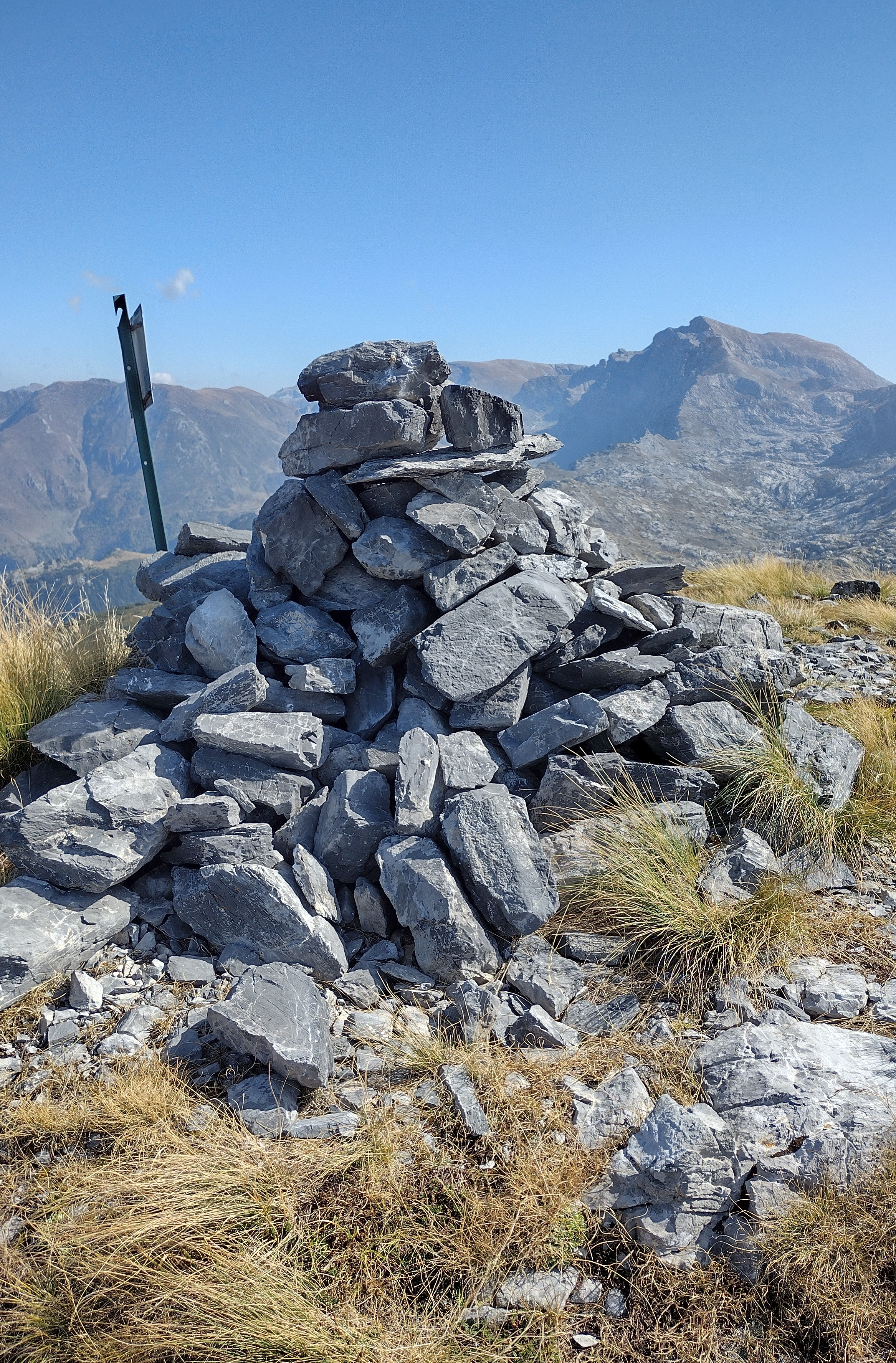
L'ometto sulla cima, a destra il Marguareis

La montagna sui trova sulla costiera che divide la Valle Vermenagna dalla Valle Pesio. Verso sud il crinale perde quota con il Colletto nord del Cros dirigendosi poi verso le Rocce del Cros e la Cima della Fascia. A nord lo spartiacque, dopo una insellatura, risale alla rocciosa Cima Baban per poi allargarsi in ampi dossi prativi in direzione delle punte Melasso e Mirauda. In direzione ovest dal Monte Jurin si origina una breve costolone che termina con il Bec Rosso, affacciato verso Limone Piemonte.
La prominenza topografica del Monte Jurin è di 51 metri ed è data dalla differenza di quota tra la vetta (2.192 m) e il punto di minimo situato in corrispondenza del Colletto nord del Cros (2.041 m). Il suo punto culminante è segnalato da un ometto di pietrame.

## Geologia

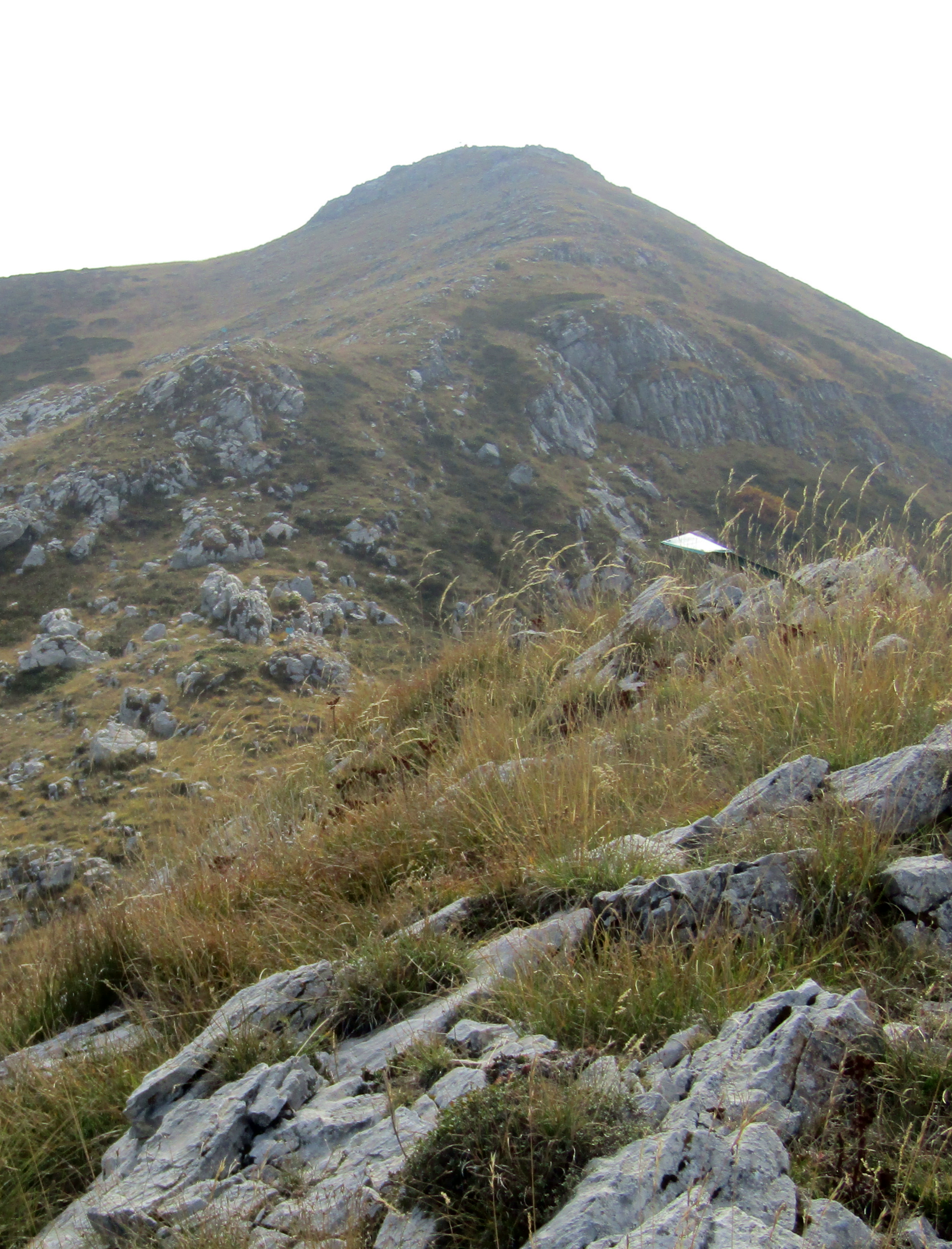
Vista dalla Cima Baban

Del Monte Jurin sono state studiati dai geologi i calcari marmorei e le stratificazioni di flysch, strutturalmente collegate con quelle della vicina Testa di Baban.

## Accesso alla vetta
La cima del monte Jurin può essere raggiunta con una breve digressione dal sentiero che collega il Passo del Duca con la Colla Vaccarile, tenendosi nei pressi del crinale Pesio/Vermenagna. Si tratta di un itinerario di una difficoltà escursionistica E. Altri itinerari escursionistici che raggiungono la cima del monte partono da Limone Piemonte. Oltre che a piedi si può raggiungere la cima anche in mountain bike con un itinerario di cicloalpinismo.

### Punti di appoggio
- Rifugio del Pian delle Gorre (Val Pesio, 1.032 m)
- Rifugio Chiara (Val Vermenagna, 1.490 m)

## Tutela naturalistica
Il versante della montagna affacciato verso la Val Pesio rientra nell'area del Parco naturale del Marguareis.